# Buchholz (Moritzburg)

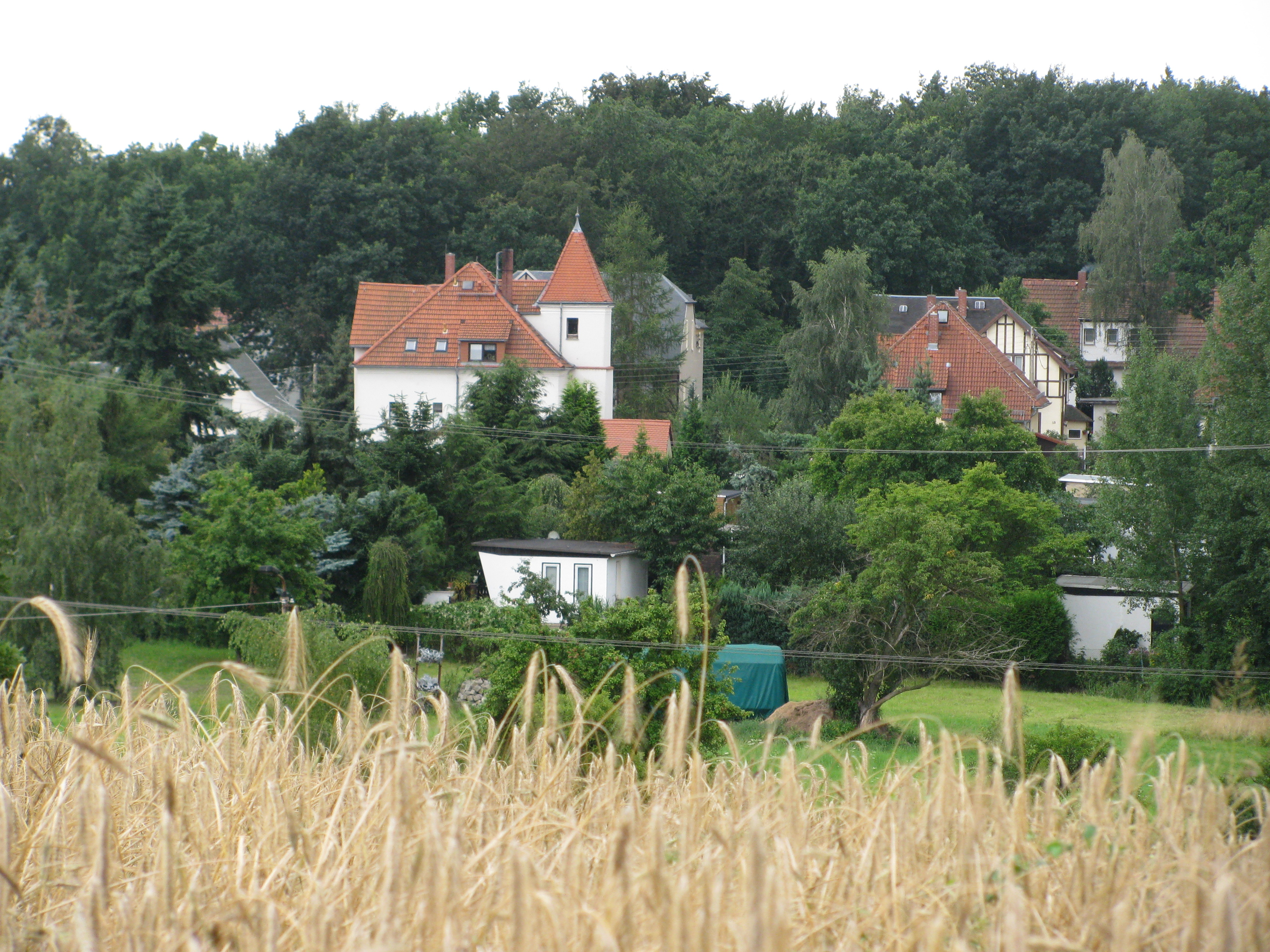
Villen in Buchholz

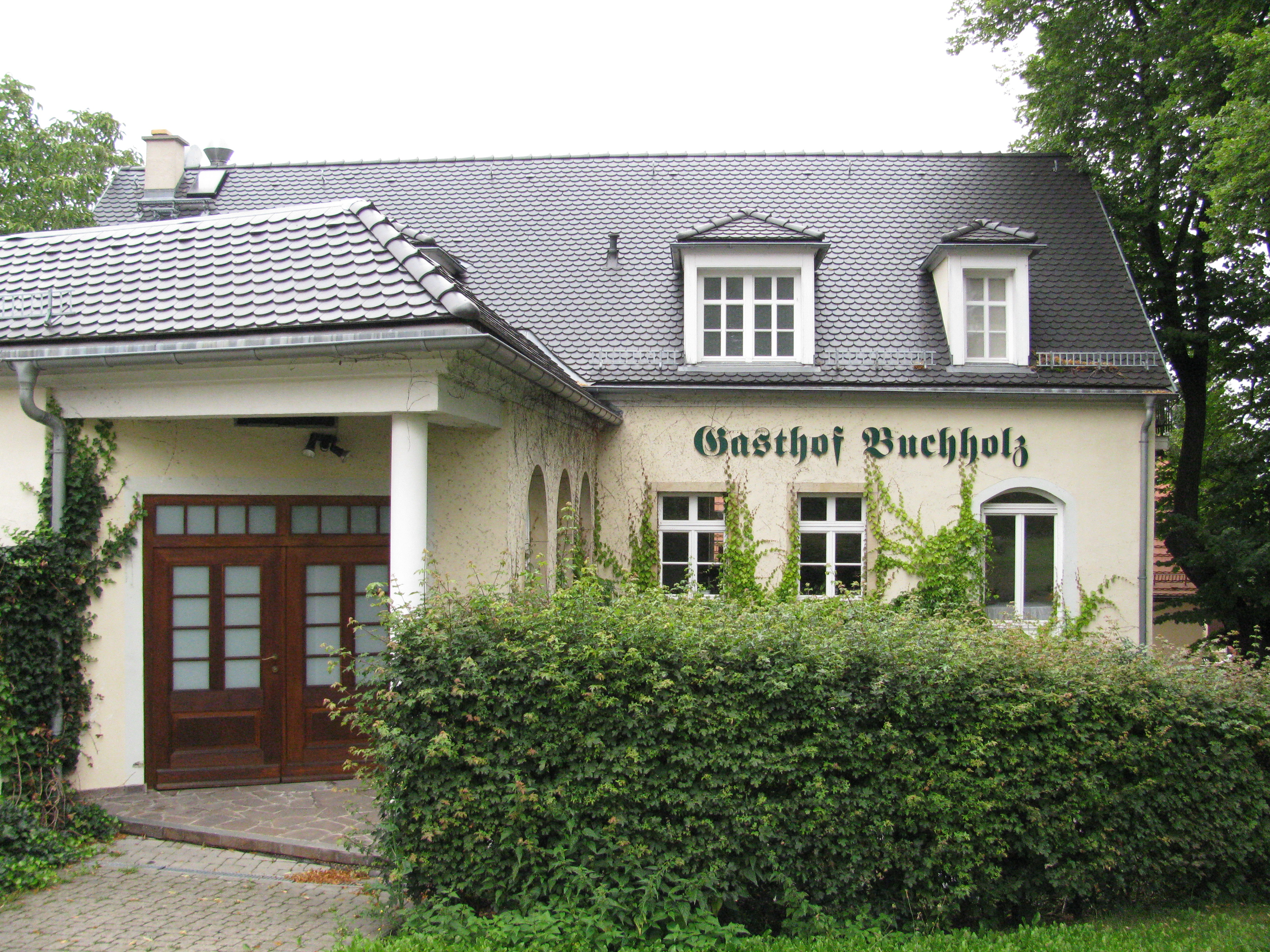
Gasthof Buchholz

Buchholz ist eine in der gleichnamigen Gemarkung gelegene Siedlung, die zum Ortsteil Friedewald der Gemeinde Moritzburg im Landkreis Meißen in Sachsen gehört.

## Geographie
Buchholz befindet sich im Südwesten des Moritzburger Gemeindegebiets. Nordöstlich grenzt mit Dippelsdorf der andere Teil des Ortsteils Friedewald an. Südöstlich benachbart liegt die zu Reichenberg gehörende Siedlung Hochland. Im Süden und Westen grenzt Buchholz an Kötzschenbroda-Oberort, einen Teil von Radebeul.
Im Osten der locker bebauten Flur stehen der Gasthof Buchholz an der Heinrichstraße und in seiner näheren Umgebung auch die ältesten Gebäude des Ortes. Buchholz hat Anteil am Friedewald und befindet sich zwischen dem Elbtalkessel und dem Moritzburger Teichgebiet. Unmittelbar östlich der Ortslage fällt das Gelände steil zum Lößnitzgrund ab. Hier verläuft die Lößnitzgrundbahn und hält in Buchholz am Haltepunkt Friedewald.
Nördlich an Buchholz vorbei führt die Neubaustrecke der Staatsstraße 81, eine um 2006 errichtete Verbindung von Großenhain und Meißen zur A 4 (Anschlussstelle Dresden-Flughafen). Die Kötzschenbrodaer Straße führt über Lindenau in den Radebeuler Stadtteil Kötzschenbroda. Die Verkehrsgesellschaft Meißen bedient in Buchholz mehrere Haltestellen.

## Geschichte
Der Ortsname ist im deutschen Sprachraum recht häufig – Buchholz bedeutet schlicht Buchenwald – und entstand aus der gleichnamigen, bereits im Mittelalter vergebenen Bezeichnung für ein Waldstück im äußersten Südosten des Friedewalds. Es gehörte damals zu Kötzschenbroda und fand 1401 erstmals Erwähnung als „daz holcz, gnant Buchholcz“. Im Jahre 1474 wurde es als „das buchholz“ bezeichnet, 1539 trug sich etwas „im Buchholz“ zu und für 1640 ist die Schreibung „Buchholtz“ bezeugt. Die Grundherrschaft in dem amtsunmittelbaren Waldstück übten vom 16. bis zum 18. Jahrhundert das Amt beziehungsweise das Hospitalamt Dresden aus.

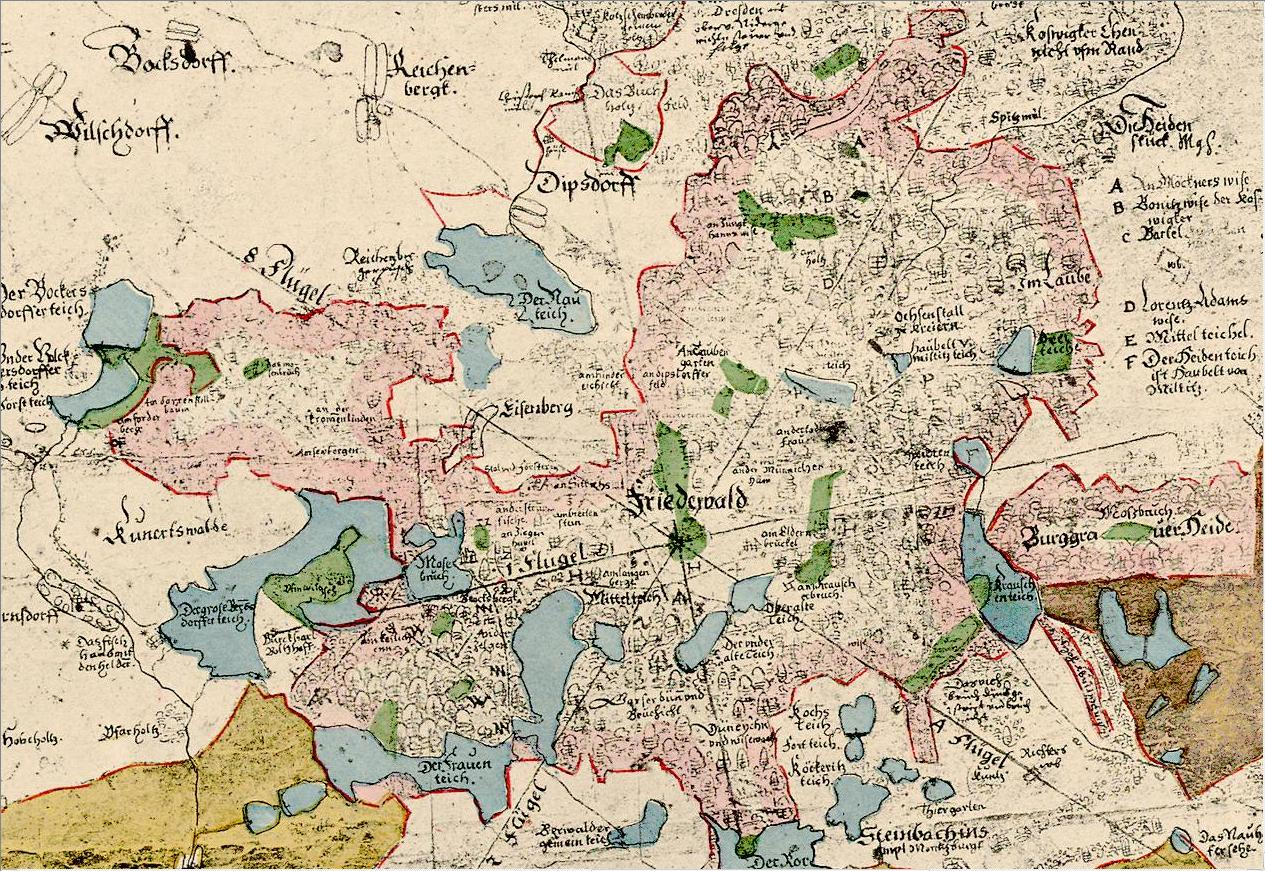
„Dipsdorff“, „Der Nauteich“ und „Das Buchholz“ auf einer um 1600 von Matthias Oeder erstellten Karte

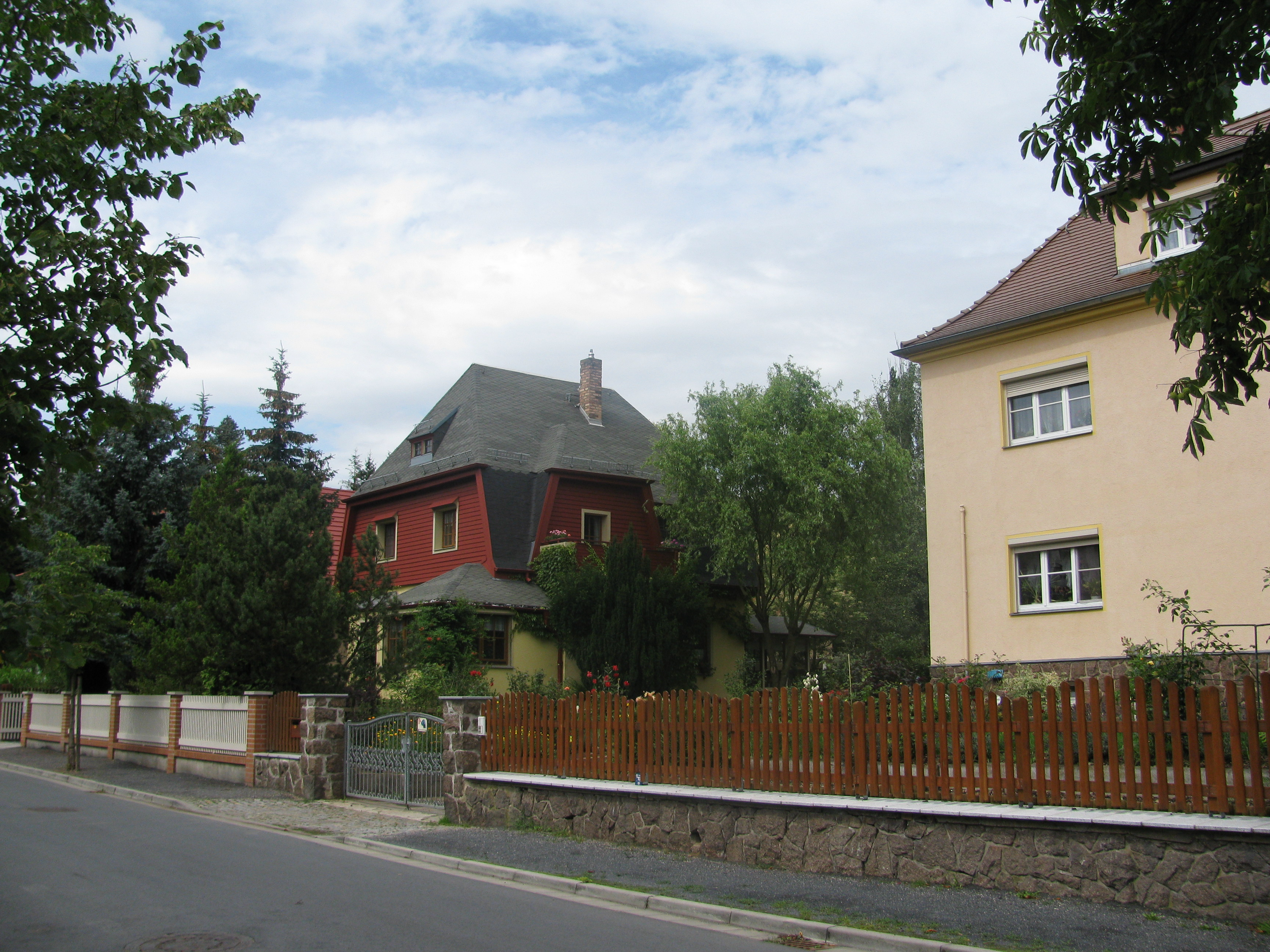
Villa in Buchholz

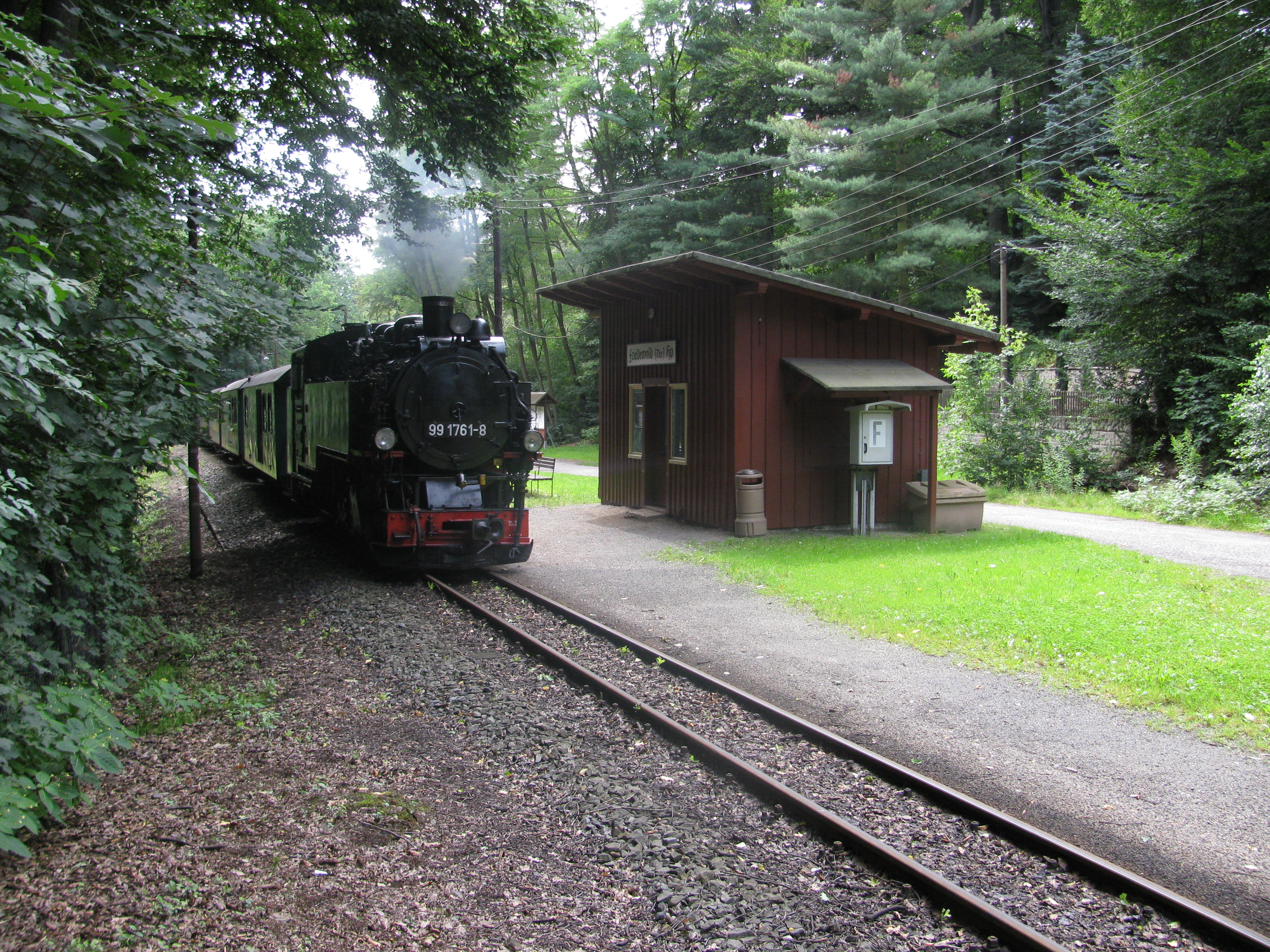
Zug der Lößnitzgrundbahn bei der Einfahrt in den Haltepunkt Friedewald

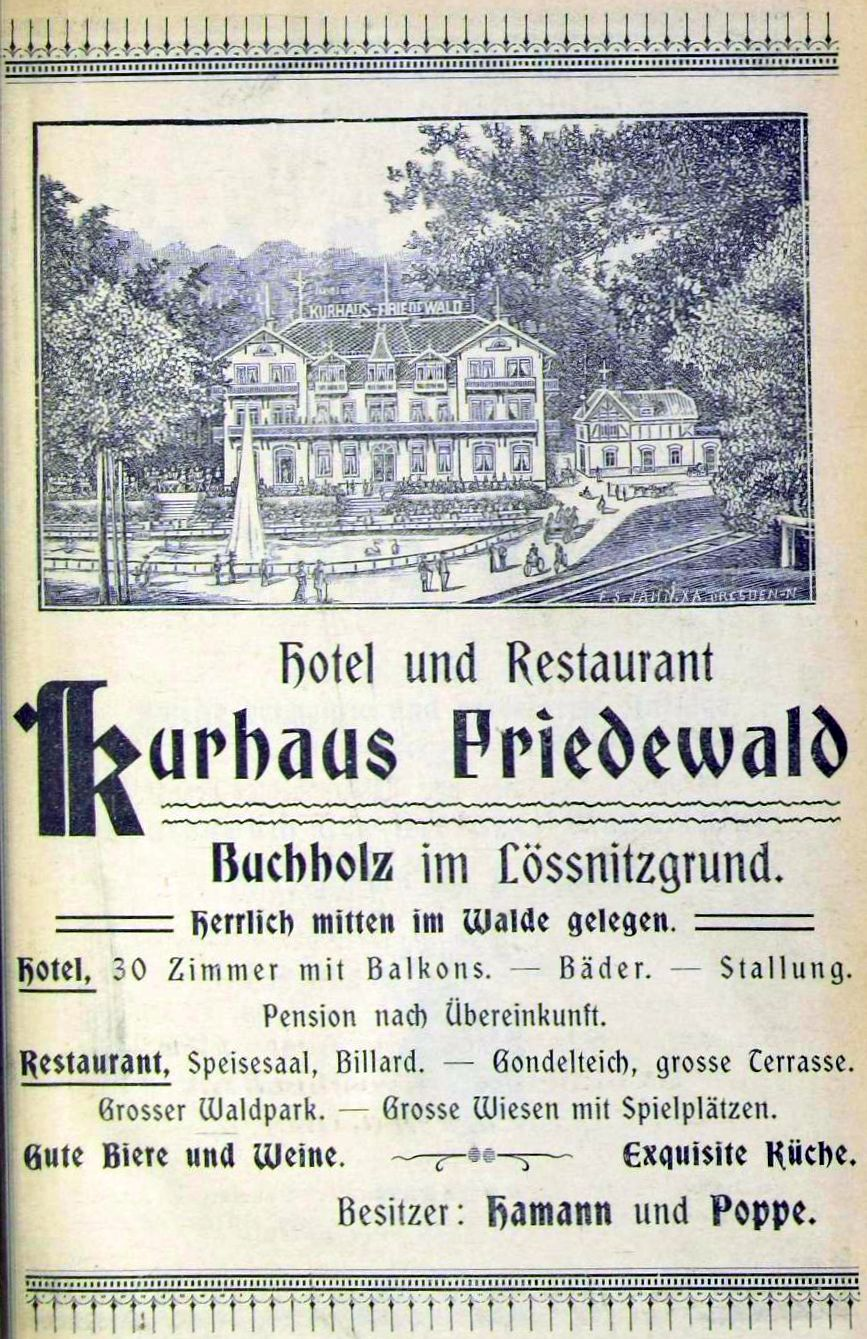
Anzeige für das Kurhaus Friedewald in Buchholz

Erst um 1770 entstand im Buchholz eine kleine Häusergruppe, die nach dem Waldstück ebenso als „Buchholz“ benannt wurde. Dabei handelte es sich um ein Forsthaus sowie zwei Winzerhäuschen, die sich am oberen Ende der Einzellage Radebeuler Steinrücken befanden. Am Forsthaus pflanzte der damalige Forstwart Rarisch mit seinen Jagdfreunden am Hubertustag 1774 eine Linde, die noch heute wächst. Aus dem Forsthaus entstand 1830 der Gasthof Buchholz. In diesem Zusammenhang wird auch die Siedlung Buchholz erwähnt als „das Oertchen, welches gewöhnlich das Buchholz genannt wird“. Im Jahre 1840 betrug die Fläche der Block- und Parzellenflur von Buchholz etwa 59 Hektar. Buchholz war ein Ortsteil der damaligen Gemeinde Dippelsdorf und nach Reichenberg gepfarrt. Im Gasthof war zeitweise die hier 1876 vom „Dresdner Gastwirts-Verein“ gegründete Fachschule für Gastwirtschaftswesen untergebracht. Dabei handelte es sich um die älteste deutsche Fachschule dieser Art, später ging aus ihr eine höhere Fachschule für Hotelwesen hervor.
Gegen Ende des 19. Jahrhunderts wurde das idyllisch im Wald und trotzdem stadtnah gelegene Buchholz zunehmend interessant für aus Dresden und den heutigen Radebeuler Stadtteilen stammende, wohlhabende Bürger. Sie errichteten Eigenheime und Alterssitze in dem Ort, der nach und nach zur Villensiedlung anwuchs und bis in die Gegenwart mehr nach Radebeul als zum dörflich geprägten Hochland tendiert. Im Jahre 1899 erhielt Buchholz einen Eisenbahnanschluss an die Lößnitzgrundbahn, der zunächst „Hp Buchholz-Friedewald“ hieß. Im Jahr 1907 eröffnete in Buchholz eine Postagentur.
Ebenfalls im Jahre 1899 entstand nahe dem Haltepunkt ein Kurhaus und Hotel. Es wurde jahrzehntelang hauptsächlich im Sommer von auswärtigen Gästen aufgesucht und hatte den Schwerpunkt Naturheilkunde. Im Winter war bis Mitte des 20. Jahrhunderts mit dem Hotel eine höhere staatliche Fachschule für Hotelwesen verbunden. Schulleiter und Hotelbesitzer zugleich war Hermann Poppe. In der Ortsmitte von Buchholz wurde ein Stück Wald in einen Kurpark umgewandelt, nach dem bis heute die Straße „Am Park“ benannt ist.
Die Gemeinde „Dippelsdorf mit Buchholz“ wurde 1940 in Friedewald umbenannt. Damit verbunden war unter anderem auch der Namenswechsel des Haltepunkts der Lößnitzgrundbahn, der seit dem 6. Oktober 1940 „Friedewald (Kr Dresden) Hp“ hieß. Im Jahre 1953 wurde der Gasthof Buchholz zum Kulturhaus umgebaut. Die Eingemeindung Buchholz’ als Teil von Friedewald nach Reichenberg erfolgte am 1. Januar 1994. Genau fünf Jahre später wurde die Gemeinde Reichenberg an Moritzburg angeschlossen.

### Einwohnerentwicklung
| Jahr | Einwohner        |
| ---- | ---------------- |
| 1801 | 3 Häusler        |
| 1834 | 13               |
| 1871 | 26               |
| 1890 | 39               |
| 1910 | siehe Friedewald |

## Personen
- Dorit Gäbler (* 9. Januar 1943 in Plauen/Vogtland), deutsche Schauspielerin und Chansonnière, wohnt in Buchholz
- Ernst Lößnitzer (* 11. März 1852 in Dresden; † 8. Juli 1928 ebenda), Pionier des sächsischen Gastwirtschaftswesens, lehrte ab 1900 in der Buchholzer Hotelfachschule
- Alice Rühle-Gerstel (* 24. März 1894 in Prag; † 24. Juni 1943 in Mexiko-Stadt), deutsche Schriftstellerin, Psychologin und Frauenrechtlerin; Otto Rühle (* 23. Oktober 1874 in Großvoigtsberg bei Freiberg; † 24. Juni 1943 in Mexiko-Stadt), deutscher Schriftsteller und Politiker, wohnten in den 1920er Jahren bis zum Umzug nach Neugruna 1931 in Buchholz und gründeten 1924 den Verlag „Am anderen Ufer – Dresden-Buchholz-Friedewald“.